# Polynoe vasculosa
Polynoe vasculosa är en ringmaskart som beskrevs av Jean Louis René Antoine Édouard Claparède 1870. Polynoe vasculosa ingår i släktet Polynoe och familjen Polynoidae. Inga underarter finns listade i Catalogue of Life.